# 29a Divisió d'Infanteria (Estats Units)
La 29a Divisió d'Infanteria (anglès: 29th Infantry Division- 29th ID), també coneguda com la "Divisió Blau i Gris", és una divisió d'infanteria de l'exèrcit dels Estats Units amb base a Fort Belvoir al comtat de Fairfax, Virgínia. La divisió és actualment una formació de la Guàrdia Nacional de l'Exèrcit i inclou unitats de Virgínia, Maryland, Kentucky, Carolina del Nord, Carolina del Sud i Virgínia Occidental.
Formada el 1917, la divisió es va desplegar a França com a part de la Força Expedicionària Americana durant la Primera Guerra Mundial. Va ser cridada de nou al servei durant la Segona Guerra Mundial. El 116è Regiment de la divisió, unit a la 1a Divisió d'Infanteria, va ser la primera onada de tropes a terra durant l'Operació Overlord, el desembarcament a Normandia, França. Va donar suport a una unitat especial de Rangers encarregada de netejar els punts forts a la platja d'Omaha. La resta de la 29a ID va arribar a terra més tard, després va avançar cap a Saint-Lô, i finalment a través de França i Alemanya.
Després del final de la Segona Guerra Mundial, la divisió va veure freqüents reorganitzacions i desactivacions. La 29a no va veure combat durant la major part de les cinc dècades, però va participar en nombrosos exercicis d'entrenament a tot el món.
A la dècada de 1990, es va desplegar a Bòsnia (SFOR10) i Kosovo (KFOR), ja que els elements de comandament i les unitats de la divisió continuen desplegant-se a llocs com la base naval de Guantánamo i a la guerra d'Afganistan com a part de la Guerra global contra el terrorisme a l'operació Enduring Freedom, i a la guerra d'Iraq com a part de l'operació Iraqi Freedom i l'operació New Dawn. La divisió ha continuat responent a la crida donant suport a l'operació Spartan Shield a les ubicacions desplegades cap endavant.
El 2016, dos elements separats de la 29a es van desplegar a l'estranger. El juliol de 2016, més de 80 soldats es van desplegar en suport de l'Operació Inherent Resolve, una campanya militar del govern dels Estats Units contra els militants de l'Estat Islàmic.
L'octubre de 2019, més de 450 soldats de la 29aè es van desplegar en suport de l'operació Escut Espartà.
La divisió s'ha desplegat recentment a Kuwait per a la seva segona rotació de la Task Force Spartan el 2021. Des de Kuwait, els oficials de l'estat major de la seu i el batalló de la seu de la 29a ID van coordinar el rescat d'aproximadament 11.000 refugiats de l'Afganistan després de la presa de possessió de la nació pels talibans.

## Història
La 29a Divisió es va constituir per primera vegada en paper el 18 de juliol de 1917, tres mesos després de l'entrada nord-americana a la Primera Guerra Mundial, a la Guàrdia Nacional. Les tropes eren provinents de Delaware, Maryland , Nova Jersey, Virgínia i Washington, DC.
Com que la divisió estava formada per homes d'estats que tenien unitats que van lluitar tant pel Nord com pel Sud durant la Guerra Civil Americana , va rebre el sobrenom de la divisió "Blau i Gris", després dels uniformes blaus de la Unió i els uniformes grisos dels exèrcits Confederats. La divisió es va organitzar com a unitat el 25 d'agost de 1917 a Camp McClellan, Alabama.:319 Al gener de 1918, les unitats de Delaware van ser rellevades de l'assignació a la divisió.

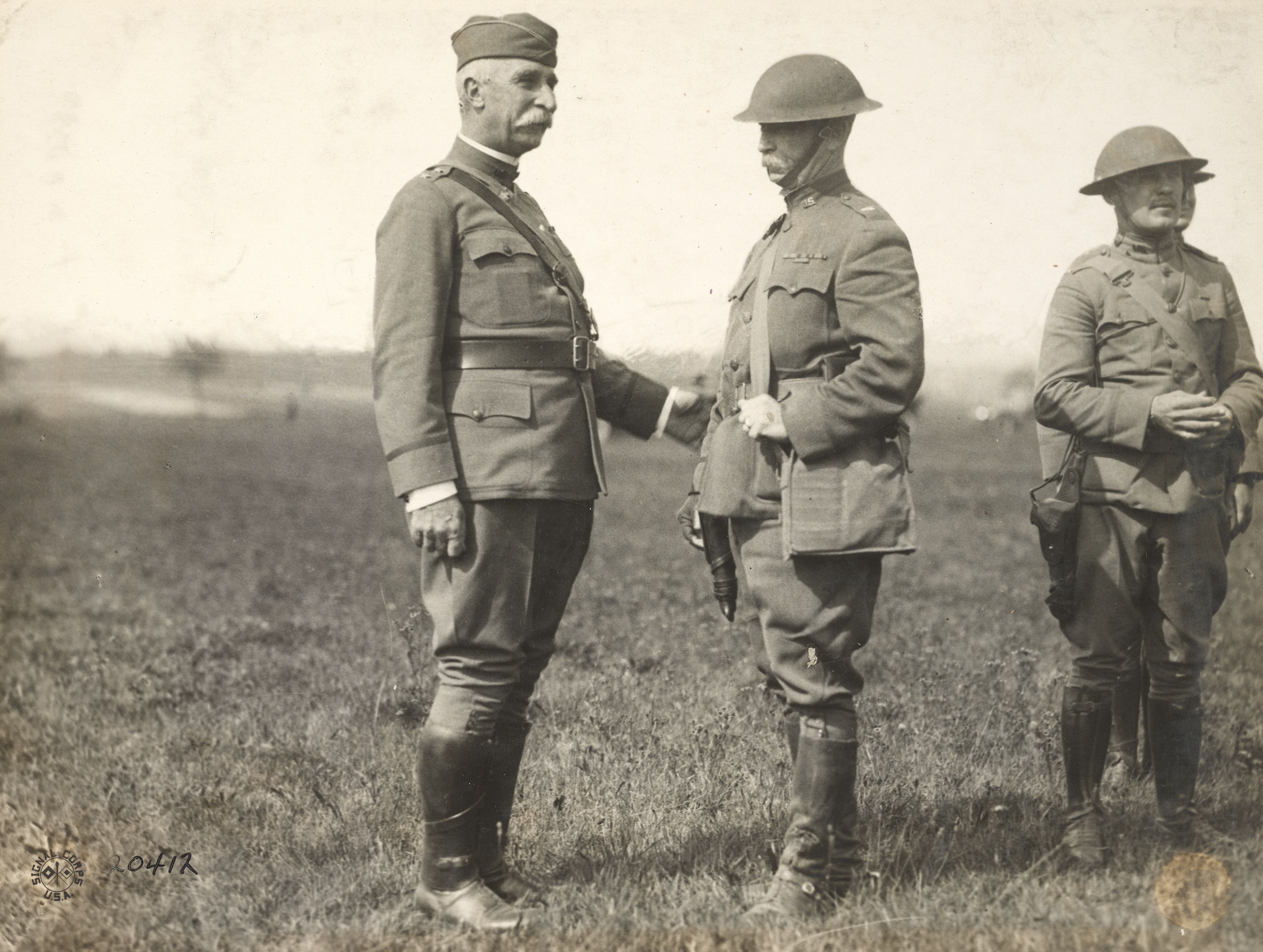
El major general Charles G. Morton i el general de brigada Harry H. Bandholtz en una revista a Alsàcia, França, 1918

### Primera Guerra Mundial
La divisió, comandada al llarg de la seva existència pel major general Charles G. Morton, va partir cap al front occidental el juny de 1918 per unir-se a les Forces Expedicionàries Americanes (AEF). El destacament avançat de la divisió va arribar a Brest, França, el 8 de juny. A finals de setembre, la 29a va rebre ordres d'unir-se a l'ofensiva Mosa-Argonne del Primer Exèrcit dels Estats Units com a part del XVII Cos francès.
Durant els seus 21 dies de combat, la 29a Divisió va avançar set quilòmetres, va capturar 2.148 presoners i va eliminar més de 250 metralladores o peces d'artilleria. El trenta per cent de la divisió van ser víctimes a la guerra, inclosos 170 oficials i 5.691 soldats van morir o ferits. Poc després es va signar l'armistici amb Alemanya l'11 de novembre de 1918, posant fi a les hostilitats entre les potències centrals i les potències aliades. La divisió va tornar als Estats Units el maig de 1919. Es va desmobilitzar el 30 de maig a Camp Dix, Nova Jersey.:319

### Ordre de batalla, 1917–1918
- Quarter General, 29a Divisió
- 57a Brigada d'Infanteria
  -  113è Regiment d'Infanteria (antic 4t d'infanteria de Nova Jersey sense la companyia de quarter general, Companyia de metralladores, Companyia L, i part de la Companyia de Subministraments, 1a d'infanteria de Nova Jersey, menys la Companyia K i la 2a d'infanteria de Nova Jersey menys banda, Companyia de metralladores i Companyies G i L)
- 114è Regiment d'Infanteria (antiga 3a banda d'infanteria de Nova Jersey menys, Companyia de metralladores i Companyies I i L, i 5è d'infanteria de Nova Jersey menys Companyia F)
  - 111è Batalló de metralladores (antiga Companyia de metralladores, 4a Infanteria de Nova Jersey i Companyia de metralladores L, 2a Infanteria de Nova Jersey)
  - 58a Brigada d'Infanteria
    -  115è Regiment d'Infanteria (antic 1r d'Infanteria de Maryland sense la Companyia H, 5è d'Infanteria de Maryland sense el quarter general, subministrament i les companyies de metralladores, i la 4a banda d'infanteria de Maryland menys, Companyia de metralladores i les companyies A, B, D, E, F, H, i I)
- 116è Regiment d'Infanteria (antic 2a Infanteria de Virgínia, 1a Infanteria de Virgínia sense banda) i Companyia de metralladores, i 4a companyia d'infanteria de Virgínia sense quarter general, Companyia de metralladores i companyies D, I i M)
  - 112è Batalló de metralladores (antiga companyia H, 1a Infanteria de Maryland, Companyia de metralladores, 4a Infanteria de Maryland i Companyia de metralladores i companyia D, 4a Infanteria de Virgínia)
- 54a Brigada d'Artilleria de Camp
  - 110è Regiment d'Artilleria de Camp (75 mm) (antic quarter general i Companyies de Subministraments, 5è Infanteria de Maryland, Bateries A, B i C, Artilleria de Camp de Maryland, Bateries A i B, Artilleria de Camp de DC, 1r Esquadró, Cavalleria de DC i destacament de la Companyia A , Cos de senyals de Virginia)
  - 111è Regiment d'Artilleria de Camp (75 mm) (antic 1a Artilleria de Camp de Virgínia, Companyia de Quarter General i Companyies I i M, 4t d'Infanteria de Virgínia i destacament de la Companyia A, Cos de Senyals de Virginia)
  - 112è Regiment d'Artilleria de Camp (155 mm) (antic 1r Artilleria de Camp de Nova Jersey sense bateria F, tropes B i D, 1r Cavalleria de Nova Jersey i destacament de la Companyia A, Cos de senyals de Virginia)
  - 104a bateria de morter de trinxeres (antiga bateria F, artilleria de camp de Nova Jersey)
- 110è Batalló de metralladores (antiga Companyia de metralladores, 5a Infanteria de Maryland, Companyia de metralladores, 4a Infanteria de Nova Jersey i Companyia de metralladores, 1a Infanteria de Virgínia)
- 104t Regiment d'Enginyers (antic 1r Batalló d'Enginyers de Nova Jersey, Companyia K, 1r Infanteria de Nova Jersey, Companyia G, 2n Infanteria de Nova Jersey, Companyies I i L, 3r Infanteria de Nova Jersey, Co. L, 4t Infanteria de Nova Jersey i Companyia. F, 5è Infanteria de Nova Jersey)
- 104t Batalló de Senyals de Camp (antigues companyies A i C, New Jersey Signal Corps i Company B, DC Signal Corps)
- Tropa del Quarter General, 29a Divisió (destacament del 1r Esquadró, Cavalleria de Nova Jersey)
- Quarter general del tren 104 i policia militar (antigues tropes A i C, 1r esquadró de cavalleria de Nova Jersey i tropa A, cavalleria de Maryland)
  - 104è tren de municions (antic 1r esquadró, cavalleria de Virgínia i transferències individuals)
  - 104è tren de subministraments (trasllats individuals)
  - 104è tren d'enginyers (trasllats individuals)
  - 104è Tren Sanitari
    - 113a, 114a, 115a i 116a Companyies d'Ambulàncies i Hospitals de Campanya (antiga 1a Companyia d'Ambulàncies de Maryland, 1a Companyia d'Ambulàncies de Virginia, 1r Hospital de Campanya de New Jersey, 1r Hospital de Campanya de Maryland i 1r Hospital de Campanya de Virginia)[11]

### Període d'entreguerres
D'acord amb la Llei de Defensa Nacional de 1920, la divisió va ser assignada als estats de Maryland, Virgínia i el Districte de Columbia, i assignada al III Cos el 1921. La seu de la divisió va ser reorganitzada i reconeguda federalment el 31 de juliol de 1923 a les Washington, DC El centre d'entrenament de mobilització designat per a la Divisió "Blau i Gris" va ser Fort Eustis, Virginia. Les unitats de Nova Jersey que formaven part de la 29a Divisió durant la Primera Guerra Mundial van ser assignades a la nova 44a Divisió, que englobava tropes de Nova Jersey i Nova York. Com a resultat, la 57a Brigada d'Infanteria i el 104è Regiment d'Enginyers van passar a la 44a Divisió, mentre que la recentment constituïda 91a Brigada d'Infanteria i el 121è Regiment d'Enginyers van ser assignades a la 29a Divisió. Quan els obusos de 155 mm van ser retornats a les divisions d'infanteria a partir de 1929, una unitat antigament no divisional de Pennsilvània va ser assignada a la divisió.
De 1922 a 1936, les unitats subordinades de la divisió van celebrar campaments d'estiu separats en llocs dins dels seus respectius estats: Camp Albert C. Ritchie, prop de Cascade, Maryland , per a unitats de Maryland i Districte de Columbia, la reserva militar de l'estat de Virginia Beach a Virginia Beach, Virgínia, per a les unitats de Virgínia, i l'abast dels objectius als comtats de Monroe i Wayne, Pennsilvània, prop de Tobyhanna, per a les unitats d'artilleria. El personal de la divisió, format per personal dels quatre estats, es va reunir per dur a terme un entrenament conjunt la majoria dels estius abans de la Segona Guerra Mundial.
Els períodes d'entrenament d'estiu del personal de la divisió es van dur a terme la majoria dels anys a Camp Ritchie, Virginia Beach, o Fort George G. Meade, Maryland. La seu també va participar en diversos exercicis de llocs de comandament a nivell de l'exèrcit (CPX) d'àrea de cos i durant els anys d'entreguerres. No obstant això, la primera vegada que la majoria de les unitats subordinades de la divisió van tenir l'oportunitat d'operar juntes va ser el juny de 1935 durant la part de les maniobres del Primer Exèrcit celebrades a la reserva militar d'Indiantown Gap, Pennsilvània.
Malauradament, la 91a Brigada d'Infanteria i la 121a d'Enginyers no van assistir a les maniobres. L'epidèmia de poliomielitis que s'havia desenvolupat a Virgínia aquell estiu va impulsar el governador de Pennsilvània a rebutjar l'entrada de la brigada a l'estat. La següent oportunitat d'entrenar com una unitat va venir l'agost de 1939 quan tota la divisió es va reunir a Manassas, Virgínia , per a la concentració de l' àrea del III Cos de les maniobres del Primer Exèrcit. En aquesta maniobra, la Divisió "Blau i Gris" va operar com a part del III Cos provisional. Per a l'entrenament de la setmana addicional dirigit pel Departament de Guerra per a totes les unitats de la Guàrdia Nacional aquell hivern, els elements de Virgínia de la 29a Divisió es van reunir del 12 al 18 de novembre de 1939 a Virginia Beach, mentre que els elements de Maryland i Districte de Columbia es van reunir a Camp Ritchie. Les últimes maniobres d'entrenament de la divisió abans de la inducció es va produir l'agost de 1940 quan la 29a divisió va participar en les maniobres del Primer Exèrcit prop de Canton, Nova York. La divisió va tornar a operar com a part del III Cos contra el I Cos provisional. La divisió va ser rellevada del III Cos el 30 de desembre de 1940 i destinada al II Cos.

#### Comandants
- Major General Anton Stephan (Washington, DC), 31 de juliol de 1923-10 d'abril de 1934
- Major General Milton A. Reckord (Maryland), 14 d'abril de 1934-febrer de 1942

### Segona Guerra Mundial
Amb l'esclat de la Segona Guerra Mundial, l'exèrcit nord-americà va començar la formació i la reorganització de les seves forces de combat. La divisió va ser cridada al servei actiu el 3 de febrer de 1941. Elements de la divisió van ser enviats llavors a Fort Meade, Maryland per a l'entrenament. Les Brigades d'Infanteria 58a i 88a van ser inactivades com a part de l'eliminació de les brigades de les divisions per tot l'exèrcit.:159 En canvi, les unitats bàsiques de la divisió eren els seus tres regiments d'infanteria, juntament amb les unitats de suport. El 12 de març de 1942, més de tres mesos després de l'atac japonès a Pearl Harbor i la posterior entrada estatunidenca a la Segona Guerra Mundial, amb aquesta reorganització completa, la divisió va ser redesignada com la 29a Divisió d'Infanteria i va començar a preparar-se per al desplegament a Europa.:320 
El maig de 1942, la  37a Divisió d'Infanteria havia estat alertada del moviment cap a Anglaterra i va enviar el seu 112è Batalló de Combat d'Enginyers com a part de l'avançada. Es van canviar les ordres i la 37a va ser desviat per servir al Teatre del Pacífic. No hi va haver temps per recuperar el 112è, ni per trobar i assignar un nou batalló. El Departament de Guerra va ordenar que el 121è Batalló d'Enginyers de Combat, menys cinc oficials i 120 homes, es traslladés de Fort Meade a Fort Indiantown Gap, i la unitat va ser redesignada com a 117è Batalló d'Enginyers de Combat i assignada a la 37a Divisió d'Infanteria. Al voltant del quadre de cinc oficials i 120 homes, a més dels equips del Servei Selectiu enviats des de Fort Hayes, Ohio, i Fort Devens, Massachusetts, es va organitzar un nou 121è Batalló d'Enginyers de Combat.
La 29a Divisió d'Infanteria, sota el comandament del major general Leonard Gerow, va ser enviada a Anglaterra el 5 d'octubre de 1942 a bord del RMS Queen Mary. Estava destinada a Anglaterra i Escòcia, on immediatament va començar a entrenar per a una invasió del nord d'Europa a través del Canal de la Mànega. El maig de 1943 la divisió es va traslladar a la península de Devon-Cornualla i va començar a dur a terme atacs simulats contra posicions fortificades. En aquest moment la divisió va ser assignada al V Cos del Primer Exèrcit dels Estats Units.:30 Al juliol el comandant de la divisió, el major general Gerow, va ser ascendit al comandament del V Cos i el major general Charles Hunter Gerhardt va assumir el comandament de la divisió, romanent en aquest càrrec durant la resta de la guerra.

#### Operació Overlord
El dia D de l'operació Neptú, la invasió transversal de Normandia, va arribar finalment el 6 de juny de 1944. Neptú va ser la fase d'assalt de l'operació Overlord, nom en clau de la campanya aliada per alliberar França dels alemanys. La 29a Divisió d'Infanteria va enviar el 116è d'Infanteria per donar suport al flanc occidental del 16è d'Infanteria de la veterana 1a Divisió d'Infanteria a Omaha Beach.:92
Se sabia que Omaha era la més difícil de les cinc platges de desembarcament, a causa del seu terreny accidentat i els penya-segats amb vistes a la platja, que havia estat ben fortificada pels seus defensors alemanys de la 352a Divisió d'Infanteria.:86 La 116a Infanteria tenia assignats quatre sectors de la platja; Easy Green, Dog Red, Dog White i Dog Green. Els soldats de la 29a Divisió d'Infanteria van abordar un gran nombre de transports d'atac per a la invasió del dia D, entre ells llanxes de desembarcament, llanxes de desembarcament de tancs i llanxes de desembarcament d'infanteria i altres vaixells com el SS Empire Javelin, el USS Charles Carroll, i el USS Buncombe County.:86

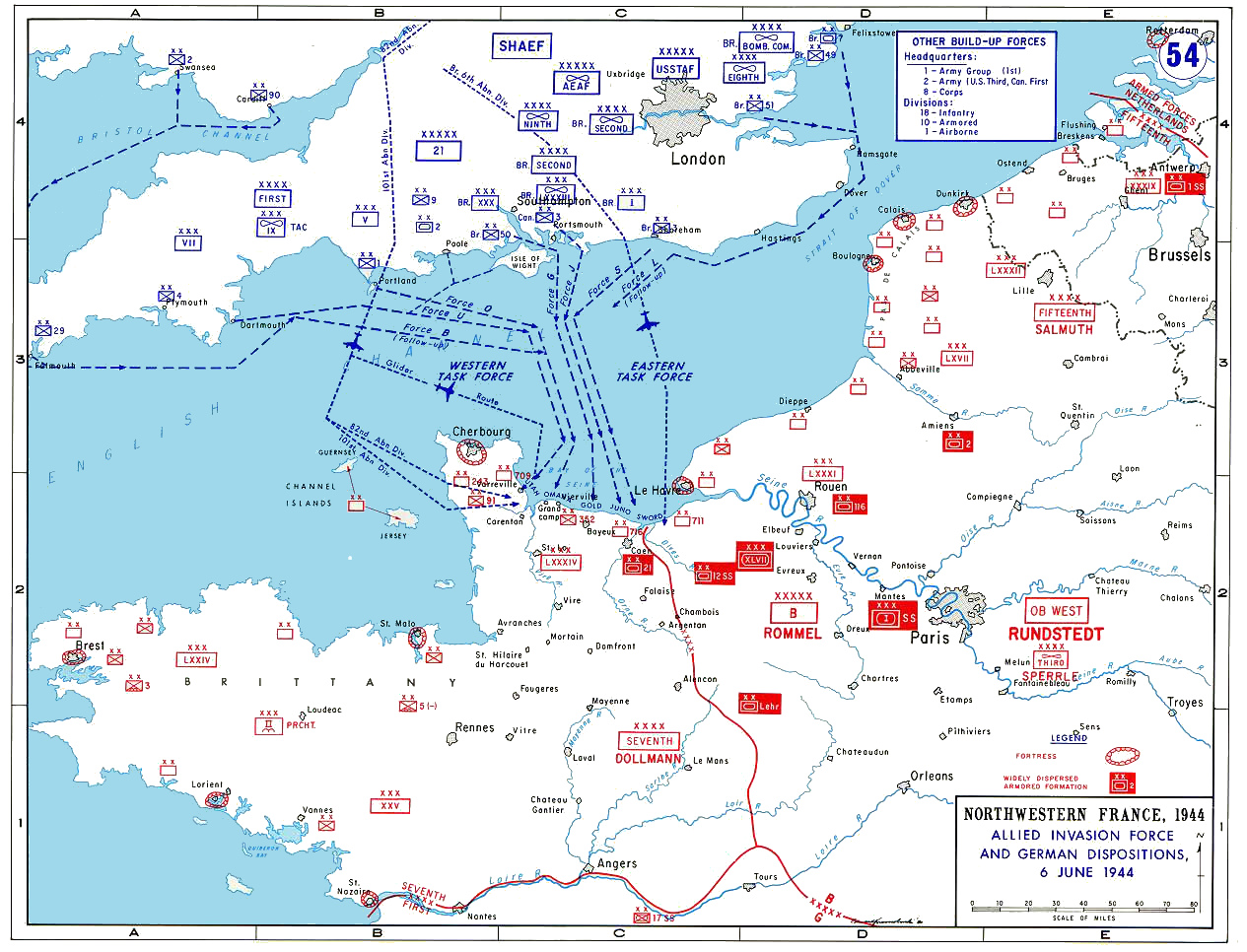
Pla de batalla aliat per a l'Operació Overlord, la invasió aliada de Normandia.

Quan els vaixells navegaven cap a la platja, la mar forta, combinada amb el caos dels combats, va fer que la major part de la força de desembarcament es desviés del rumb i la major part de la 116a Infanteria va perdre els seus punts de desembarcament.:95 La major part dels tancs de suport del regiment, llançats des de massa lluny de la costa, es van enfonsar al canal. Els soldats del 116è d'Infanteria van ser els primers a arribar la platja a les 06:30, sota un fort foc de les fortificacions alemanyes. La companyia A, de la Guàrdia Nacional de Virgínia a Bedford, va ser aniquilada per un foc aclaparador quan va desembarcar a la secció més occidental de la platja del 116, juntament amb la meitat de les companyies A, B i C del 2n Batalló de Rangers i el 5è Batalló de Rangers, que desembarcavem a l'oest del 116.:98 Les pèrdues catastròfiques patides per aquesta petita comunitat de Virgínia van fer que fos seleccionada per al lloc del Memorial Nacional del Dia D. Les forces de la 1a Divisió d'Infanteria es van trobar amb fortificacions similars a la meitat oriental de la platja, patint baixes massives en arribar a terra. Cap a les 08:30, els desembarcaments es van cancel·lar per manca d'espai a la platja, ja que els nord-americans a la platja d'Omaha no van poder superar les fortificacions alemanyes que vigilaven les sortides de la platja.
El tinent general Omar Bradley, al comandament del Primer Exèrcit nord-americà, va considerar evacuar els supervivents i desembarcar la resta de divisions a un altre lloc.:29:100 No obstant això, cap al migdia, elements de les forces nord-americanes s'havien pogut organitzar i avançar fora de la platja, i es van reprendre els desembarcaments.:103 A la nit, el quarter general de la divisió va desembarcar a la platja amb aproximadament el 60 per cent de la força total de la divisió i va començar a organitzar l'empenta cap a l'interior. El 7 de juny, es va enviar a terra una segona onada de 20.000 reforços tant de la 1a com de la 29a. Al final del dia D, 2.400 homes de les dues divisions s'havien convertit en baixes a la platja d'Omaha.:106–7 Afegit a les baixes a altres platges i als llançaments aeri va fer que el total de baixes pel desembarcament de Normandia fos de 6.500 nord-americans i 3.000 britànics i canadencs, xifres més lleugeres del que s'esperava.

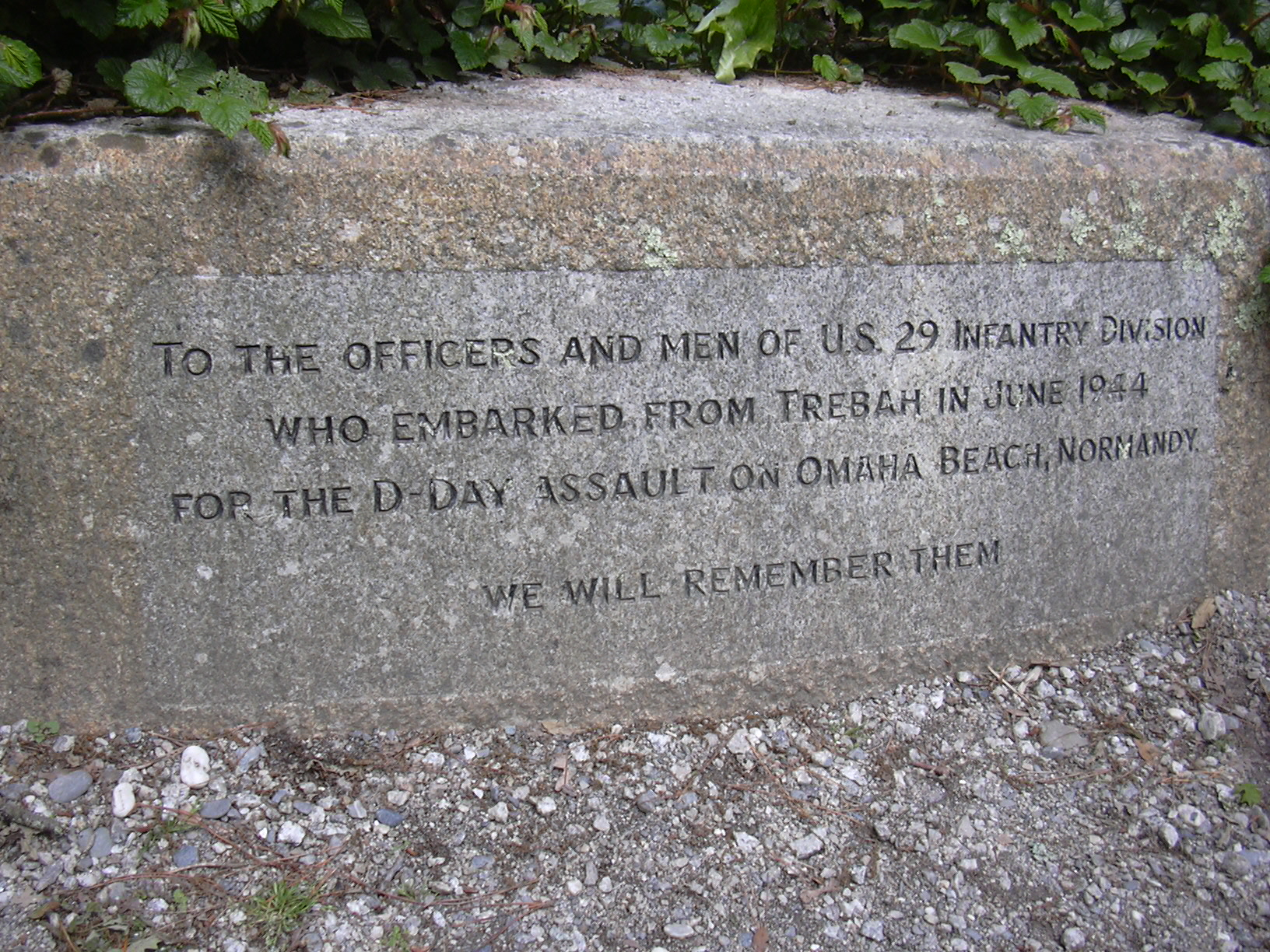
Memorial de l'embarcament de la 29a Divisió d'Infanteria per al Dia D a Trebah, Regne Unit.

Tota la divisió havia desembarcat a Normandia el 7 de juny.:122 El 9 de juny, Omaha Beach estava segura i la divisió va ocupar Isigny. El 14 de juliol, la divisió va ser reassignada al XIX Cos, part del Primer Exèrcit, ell mateix part del 12è Grup d'Exèrcits.

#### Trencament

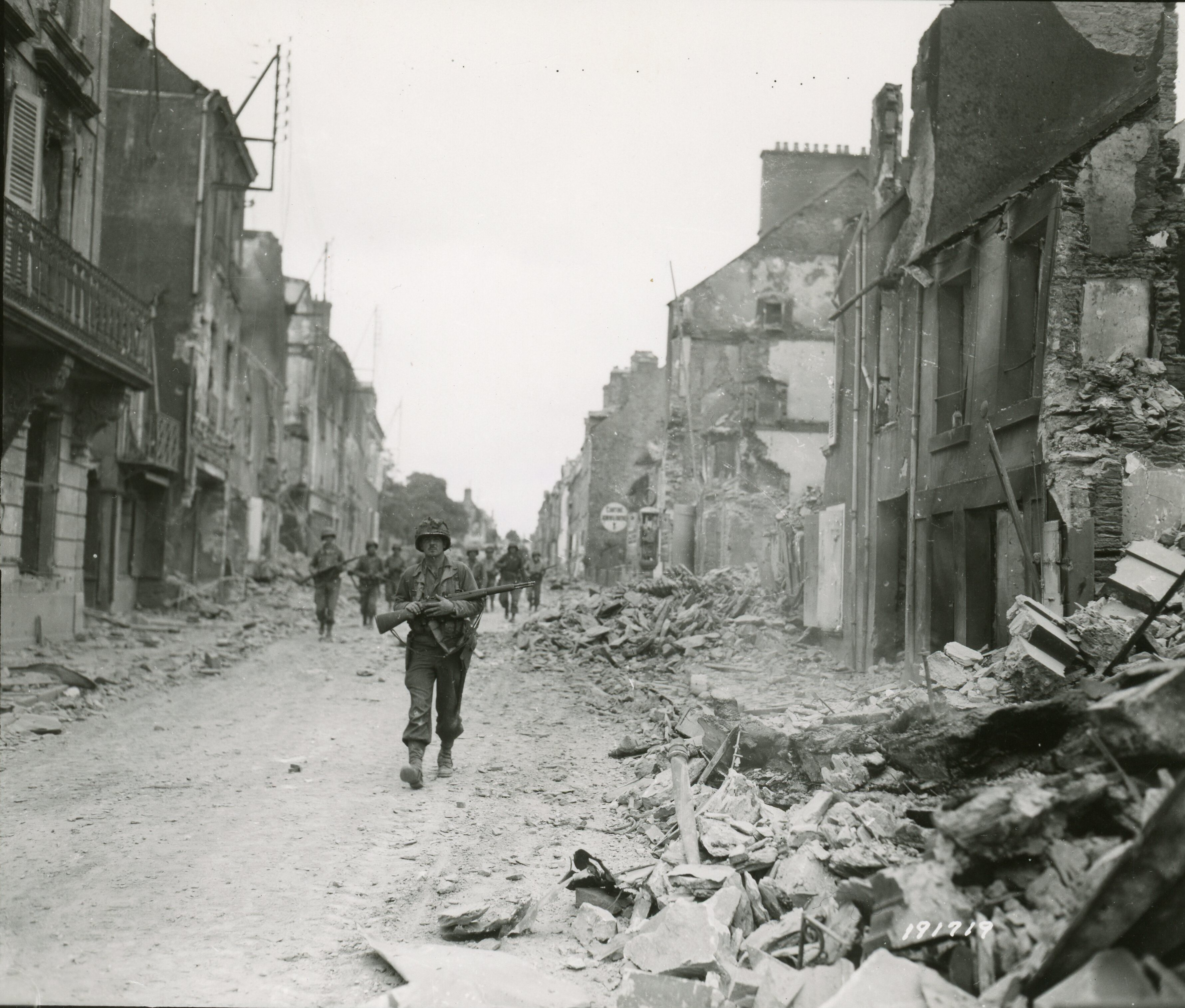
La 29a Divisió d'Infanteria entra a St. Lo, França. 20 de juliol de 1944

La divisió va tallar el riu Elle i va avançar lentament cap a Saint-Lô, lluitant amargament al país de les tanques de Normandia.:17 Les reserves alemanyes van formar un nou front defensiu fora de la ciutat, i les forces nord-americanes van lliurar una batalla ferotge amb elles dues milles fora de la ciutat.:31 Les forces alemanyes van utilitzar el dens fullatge del bocage al seu avantatge, muntant una forta resistència en els combats casa per casa al devastat Saint-Lô. Al final de la lluita, els alemanys confiaven en el suport de l'artilleria per mantenir la ciutat després de l'esgotament del contingent d'infanteria.:72–73 La 29a Divisió, que ja tenia un equipament insuficient després de les fortes baixes el dia D, es va esgotar encara més en la intensa lluita per Saint-Lô. Finalment, la 29a va poder capturar la ciutat en un assalt directe, amb el suport dels atacs aeris dels P-47 Thunderbolts.:74–75

#### Bretanya
Després de capturar Saint-Lô, el 18 de juliol, la divisió es va unir a la batalla per Vire, capturant aquella ciutat molt fortificada el 7 d'agost. Va continuar enfrontant-se a una dura resistència alemanya mentre avançava cap a posicions clau al sud-est de Saint-Lô:105 Després va ser reassignat al V Cos, i després de nou al VIII Cos. Girant cap a l'oest, la 29a va participar en l'assalt a Brest que va durar des del 25 d'agost fins al 18 de setembre.

#### Alemanya
Després d'un breu descans, la divisió va tornar al XIX Cos i va participar en la batalla d'Aquisgrà movent-se a posicions defensives al llarg de la línia Teveren-Geilenkirchen donant suport a la 30a divisió d'infanteria a Alemanya i va mantenir aquestes posicions fins a l'octubre. El 16 de novembre, la divisió va començar el seu viatge cap al riu Roer, obrir-se pas a través de Siersdorf, Setterich, Durboslar i Bettendorf, i arribant al Roer a finals de mes. Lluites intensos es van reduir a Jülich Sportplatz i Hasenfeld Gut el 8 de desembre. La divisió no va participar en la batalla de les Ardenes, ja que es va mantenir en reserva per a la reparació d'equips i va rebre reemplaçaments de tropes noves que arribaven d'Anglaterra i França després d'entrenar durant setmanes.

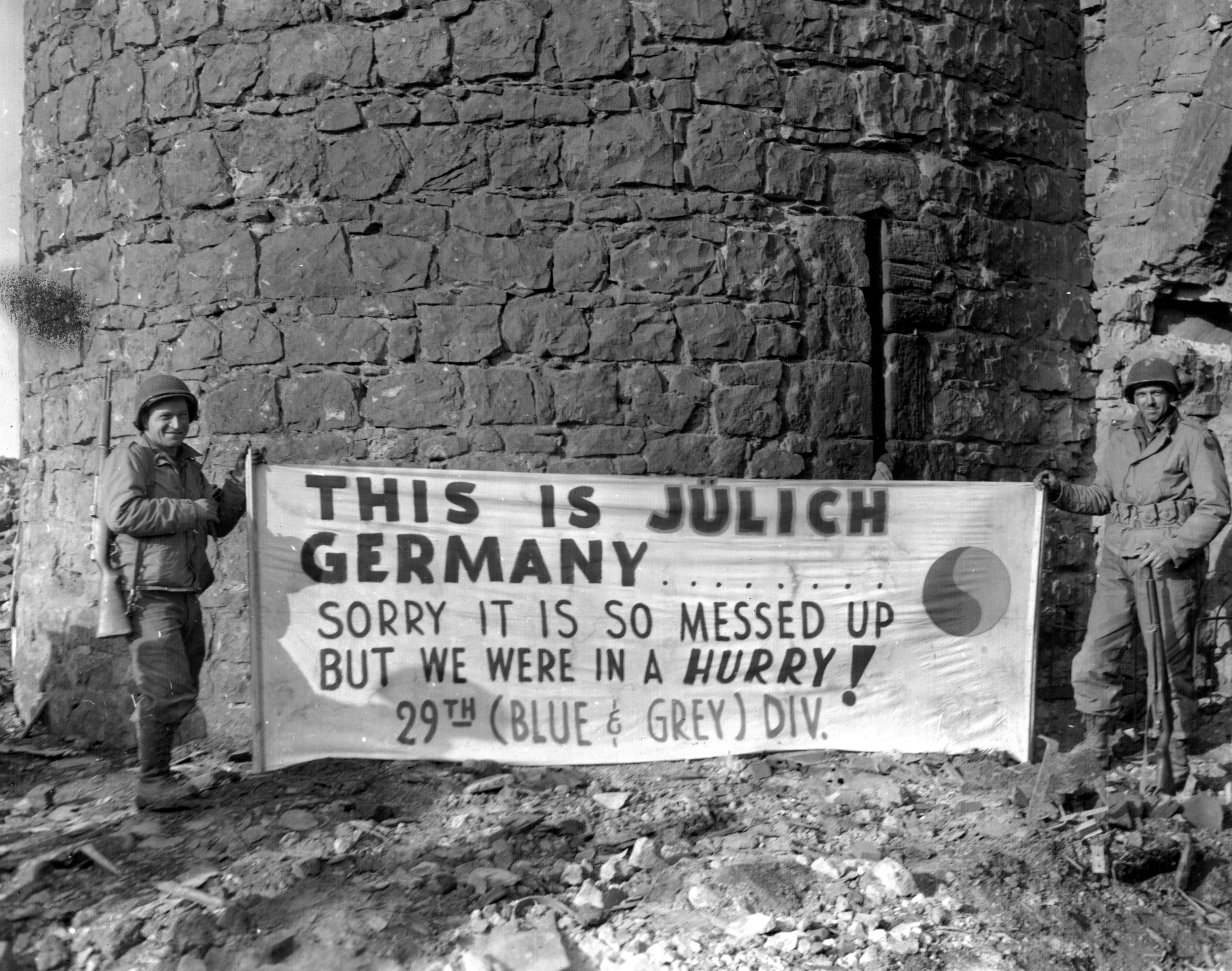
Soldats de la 29a Divisió d'Infanteria a Jülich, Alemanya, 24 de febrer de 1945.

Del 8 de desembre de 1944 al 23 de febrer de 1945, la divisió va ser assignada al XIII Cos i va ocupar posicions defensives al llarg del Rur i es va preparar per a la següent gran ofensiva, l'Operació Granada. La divisió va ser reassignada al XIX Cos, i l'atac va saltar a través del Rur el 23 de febrer i va portar la divisió a través de Jülich, Broich, Immerath i Titz, fins a Mönchengladbach l'1 de març de 1945. La divisió estava fora de combat al març. A principis d'abril, la divisió va ser reassignada al XVI Cos, on el 116è d'infanteria va ajudar a netejar la bossa del Ruhr. El 19 d'abril de 1945 la divisió, assignada al XIII Cos, va empènyer al riu Elba i va mantenir posicions defensives fins al 4 de maig i també va entrar en contacte amb les tropes soviètiques. Mentrestant, la 175a Infanteria va netejar el bosc de Klotze. Després del dia VE, la divisió estava en servei d' ocupació militar a l'enclavament de Bremen. Va ser assignat de nou al XVI Cos per a aquesta missió.

#### Pèrdues, condecoracions, desmobilització
Des de juliol de 1943, la 29a Divisió d'Infanteria va ser comandada pel major general Charles H. Gerhardt. La divisió va ser la segona amb més baixes en batalla de qualsevol divisió americana al Teatre Europeu (després dels 22.660 de la 4a Divisió d'Infanteria), i es va dir que Gerhardt en realitat comandava tres divisions: una al camp de batalla, una a l'hospital, i un al cementiri. La 29a Divisió d'Infanteria va perdre 3.887 homes morts en combat, 15.541 ferits en combat (899 dels quals van morir a causa de les seves ferides), 347 desapareguts en combat (315 dels quals van ser retornats al control militar amb vida), 845 presoners de guerra (sis dels quals van morir). en captivitat), a més de 8.665 baixes no de combat durant 242 dies de combat. Això suposava més del 200 per cent de la força normal de la divisió. La divisió, al seu torn, va prendre 38.912 presoners de guerra alemanys.
Els soldats de la 29a Divisió d'Infanteria van rebre cinc medalles d'honor, 44 creus del servei distingit, una medalla de servei distingit, 854 estrelles de plata, 17 medalles de la Legió al Mèrit, 24 medalles del soldat, 6.308 estrelles de bronze i 176 medalles de l'aire durant el conflicte. La pròpia divisió va rebre quatre citacions d'unitat distingida i quatre corbates de campanya pel conflicte.:123
La divisió va romandre en servei d'ocupació fins a finals de 1945. Camp Grohn, prop de Bremen, va ser la seu de la divisió fins al gener de 1946. La 29a divisió d'infanteria va tornar als Estats Units el gener de 1946 i va ser desmobilitzada i inactivada el 17 de gener de 1946 a Camp Kilmer, Nova Jersey.:321 

### Reactivació
El 23 d'octubre de 1946, la divisió va ser reactivada a Norfolk, Virgínia.:320  No obstant això, els seus elements subordinats no estaven completament tripulats i activats durant diversos anys. Va reprendre el seu estat de  Guàrdia Nacional, realitzant tasques d'entrenament de cap de setmana i estiu, però sense grans contingències durant els propers anys.
El 1959, la divisió es va reorganitzar sota l' organització de la divisió de cinc grups de batalla Pentomic. A 29th Infantry Division: A Short History of a Fighting Division Ewing diu que diverses companyies d'infanteria i enginyers de Maryland es van reorganitzar per formar el 1r Batalló de Tancs Mitjans, 115è Cuirassat; es va establir la 29a Companyia d'Aviació; i el 1r Esquadró de Reconeixement, 183è Cuirassat, es va establir a Virgínia com a esquadró de reconeixement de la divisió.
El 1963, la divisió es va reorganitzar d'acord amb el pla de Reorganització Objectiu de les Divisions de l'Exèrcit, eliminant els seus comandaments de regiment a favor de les brigades. La divisió va prendre el comandament de la 1a Brigada, 29a Divisió d'Infanteria i 2a Brigada, 29a Divisió d'Infanteria de la Guàrdia Nacional de l'Exèrcit de Virgínia,:322 així com la 3a Brigada, 29a Divisió d'Infanteria de la Guàrdia Nacional de l'Exèrcit de Maryland.:323 La divisió va continuar el seu servei a la Guàrdia Nacional sota aquesta nova organització.
El 1968, enmig de la guerra del Vietnam, l'exèrcit va inactivar diverses divisions de la Guàrdia Nacional i la Reserva com a part d'una realineació dels recursos. La 29a Divisió d'Infanteria va ser una de les divisions inactivades. Durant aquest temps, les unitats subordinades de la divisió van ser reassignades a altres divisions de la Guàrdia Nacional. La 1a Brigada va ser inactivada, mentre que la 2a Brigada va ser redesignada com a 183è Brigada d'Infanteria, i la 3a Brigada va ser redesignada com a 3a Brigada, 28a Divisió d'Infanteria.:193–94
 
El 6 de juny de 1984, 40 anys després dels desembarcaments a la platja d'Omaha, l'Exèrcit va anunciar que reactivaria la 29a Divisió d'Infanteria, organitzada com a divisió d'infanteria lleugera, com a part d'una reorganització de la Guàrdia Nacional. El 30 de setembre de 1985, la divisió va ser reactivada a Fort Belvoir, Virginia, amb unitats de la Guàrdia Nacional de l'Exèrcit de Virgínia (VAARNG) i la Guàrdia Nacional de l'Exèrcit de Maryland (MDARNG).:320 La 116a Brigada d'Infanteria va ser redesignada com a 1a Brigada, 29a Divisió, mentre que la 58a Brigada d'Infanteria es va convertir en la 3a Brigada.:194 Aquell any, la divisió també va rebre la seva insígnia distintiva d'unitat.

#### Organització 1989

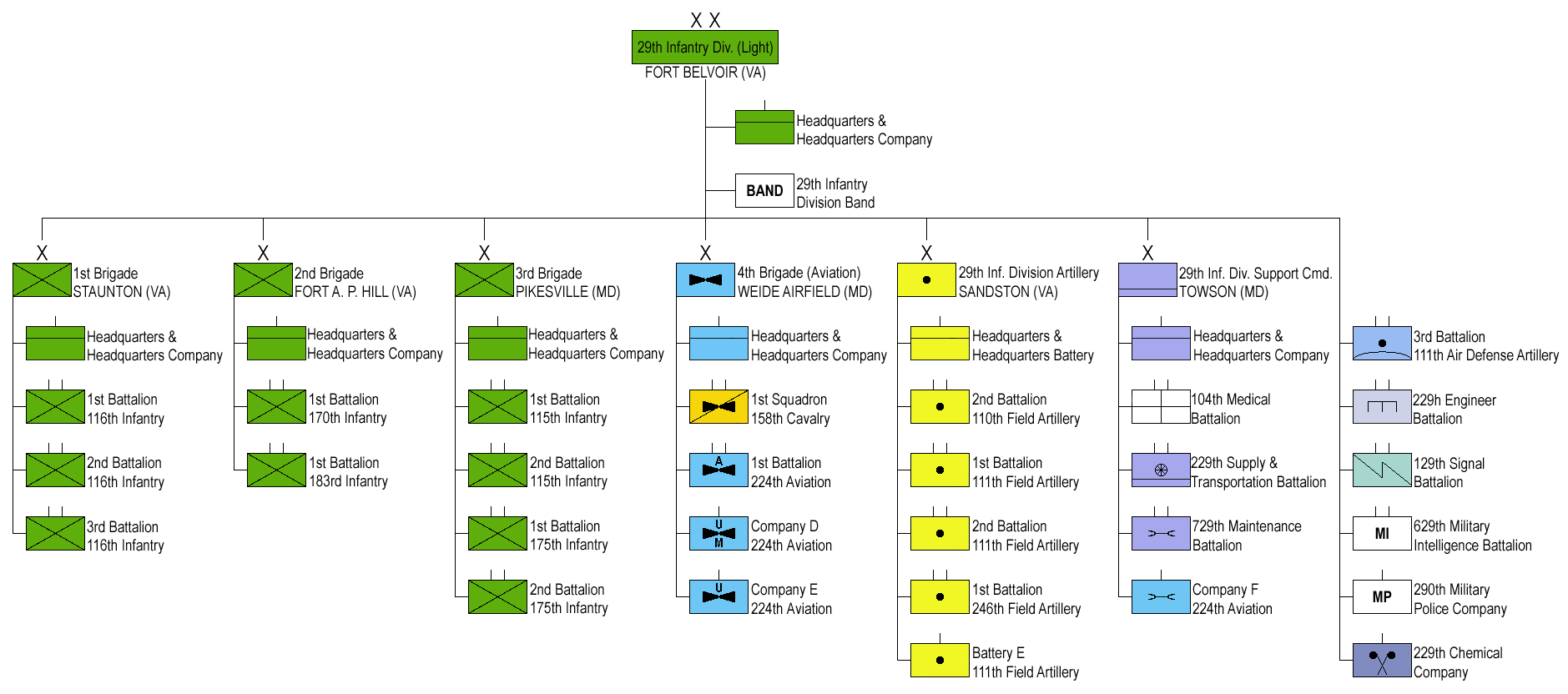
29a Divisió d'Infanteria (Lleuger) 1989

Al final de la Guerra Freda, la divisió era una unitat conjunta de la Guàrdia Nacional de l'Exèrcit de Virgínia (VAARNG) i la Guàrdia Nacional de l'Exèrcit de Maryland (MDARNG). Virginia va proporcionar la seu de la divisió, la 1a i la 2a Brigada, la Divisió d'Artilleria (amb un batalló d'artilleria MDARNG) i altres unitats menors, mentre que Maryland va proporcionar la 3a Brigada, Brigada d'Aviació, 29a Divisió d'Infanteria (amb dues companyies d'aviació VAARG), la Divisió. Comandament de suport (amb una companyia d'aviació VARNG) i altres unitats menors. La divisió s'organitzava de la següent manera:
- 29a Divisió d'Infanteria (Lleugera) , Fort Belvoir (VAARNG)[23][24][25]
  - Quarter general i Quarter general de companyia, Fort Belvoir (VAARNG)
  - 1a Brigada, Staunton (VAARNG)[23][26][25]
    - Quarter general i Quarter general de companyia, Staunton
    - 1r Batalló, 116è d'Infanteria, Roanoke[25]
    - 2n Batalló, 116è d'Infanteria, Lynchburg[25]
    - 3r Batalló, 116è d'Infanteria, Winchester[25]

  - 2a Brigada, Fort A.P. Hill (VAARNG) (en cas de guerra rebria un batalló addicional d'infanteria provinent de la 3a Brigada)[23][25]
    - Quarter general i Quarter general de companyia, Fort A.P. Hill
    - 1r Batalló, 170è d'Infanteria, Alexandria[25]
    - 1r Batalló, 183è d'Infanteria, Richmond[25]

  - 3a Brigada, Pikesville (MDARNG)[24][25]
    - Quarter general i Quarter general de companyia
    - 1r Batalló, 115è d'Infanteria, Silver Spring[24][25]
    - 2n Batalló, 115è d'Infanteria, Chestertown[24][25]
    - 1r Batalló, 175è d'Infanteria, Baltimore[24][27][25]
    - 2n Batalló, 175è d'Infanteria, Dundalk[27][25]

  - Brigada d'Aviació, 29a Divisió d'Infanteria, Weide Army Airfield (MDARNG)[23][24][25]
    - Quarter general i Quarter general de companyia, Weide Army Airfield
    - 1r Esquadró, 158è de Cavalleria, Annapolis (helicòpters OH-58A Kiowa & AH-1E Cobra)[23][24][25]
    - 1r Batalló, 224è d'Aviació (Atac), Weide Army Airfield (helicòpters OH-58A Kiowa & AH-1E Cobra)[23][24][25]
    - Companyia D, 224è Aviació (Assalt), Sandston Army Airfield (VAARNG) (helicòpters UH-60A Black Hawk)[24]
    - Companyia E, 224th Aviació (General Support), Sandston Army Airfield (VAARNG) (helicòpters UH-1H Iroquois)[24]

  - 29a Divisió d'Infanteria - Artilleria, Sandston (VAARNG)[23][28][29][30][25]
    - Quarter general i Quarter general de Bateria, Sandston
    - 2n Batalló, 110è d'Artilleria de Camp, Pikesville (MDARNG) (18 × obusos de 105mm M101)[24][31][29][30][28][32][25]
    - 1r Batalló, 111è d'Artilleria de Camp, Norfolk (18 × obusos de 105mm M198)[33][34][29][30][28][32]
    - 2n Batalló, 111è d'Artilleria de Camp, Richmond (18 × obusos de 105mm M101)[34][29][30][28][32][25]
    - 1r Batalló, 246è d' Artilleria de Camp, Danville (18 × obusos de 105mm M101)[29][30][28][32][25]
    - Bateria E, 111è d'Artilleria de Camp, Emporia (8 × obusos de 105mm M198 )[34][29][30][28][32]

  - 29a Divisió d'Infanteria, Comandament de Suport, Towson (MDARNG)[23][24][25]
    - Quarter general i Quarter general de companyia, Towson
    - 104t Batalló Mèdic, Catonsville[24][25]
    - 229è Batalló de Sumbinistraments i Transport, Baltimore[24][25]
    - 729è Batalló de Manteniment, Havre de Grace[24][25]
    - Companyia F, 224è d¡Aviació (Manteniment intermedi d'aviació), Weide Army Airfield (VAARNG)[24]

  - 3r Batalló, 111a d'Artilleria de Defensa Aèria, Portsmouth (VAARNG)[23]
  - 229è Batalló d'Enginyers, Fredericksburg (VAARNG)[23][35][25]
  - 129è Batalló de Transmissions, Bel Air (MDARNG)[36][25]
  - 629è Batalló d'Intel·ligència Militar, Greenbelt (MDARNG)[23]
  - 29a Companyia de Policia Militar, Pikesville (MDARNG)
  - 229a Companyia Química, Roanoke (VAARNG)[37]
  - 29a Divisió - Banda, Roanoke (VAARNG)[25]

### Post Guerra Freda

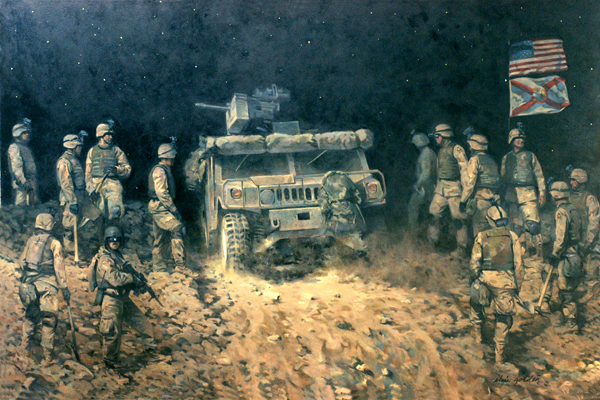
Una pintura a l'oli de 2005 que representa soldats del 2 al 124 participant en la invasió de l'Iraq el 2003

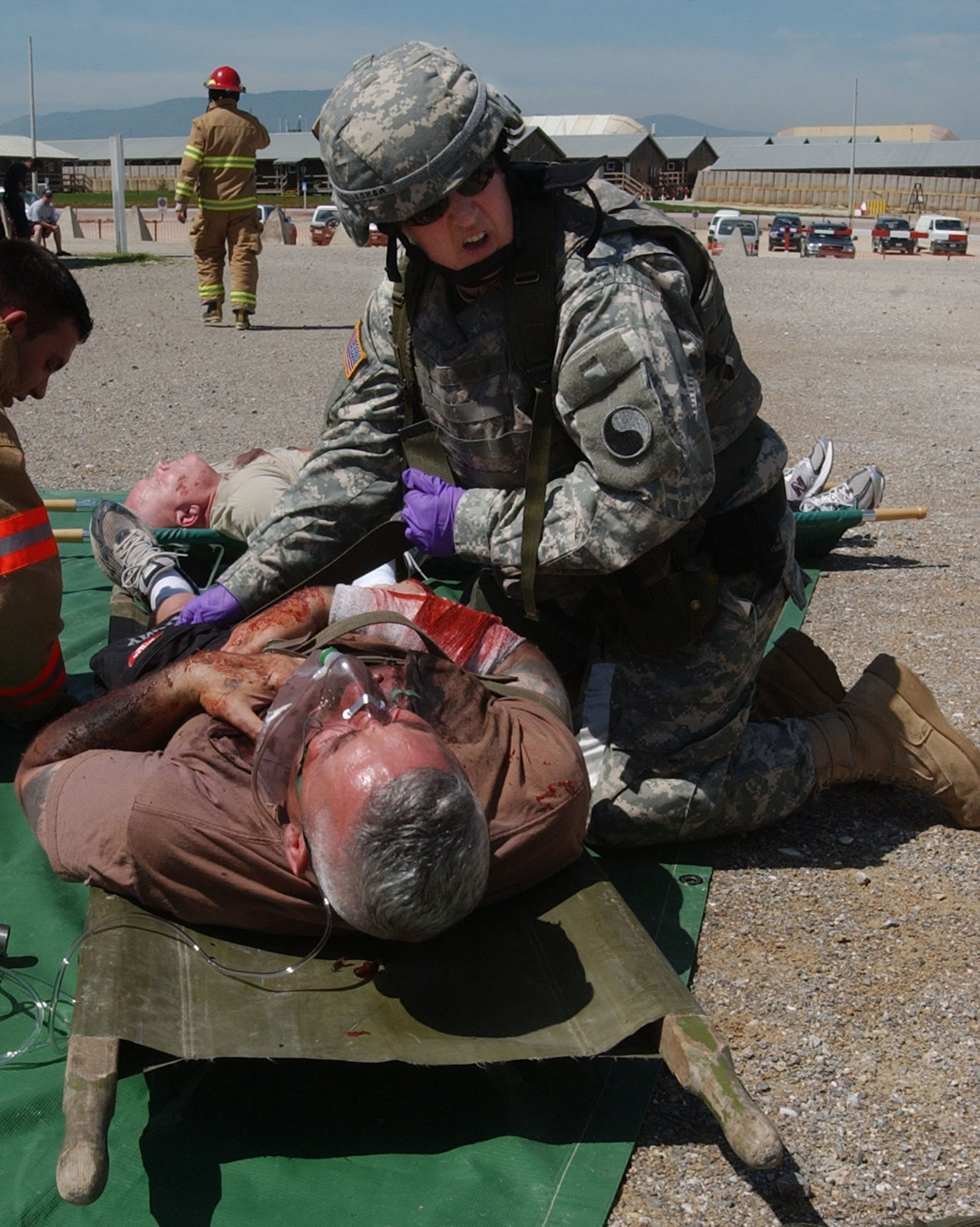
Soldats de la 29a Divisió d'Infanteria realitzen un exercici a gran escala al Camp Bondsteel a Kosovo el maig de 2009

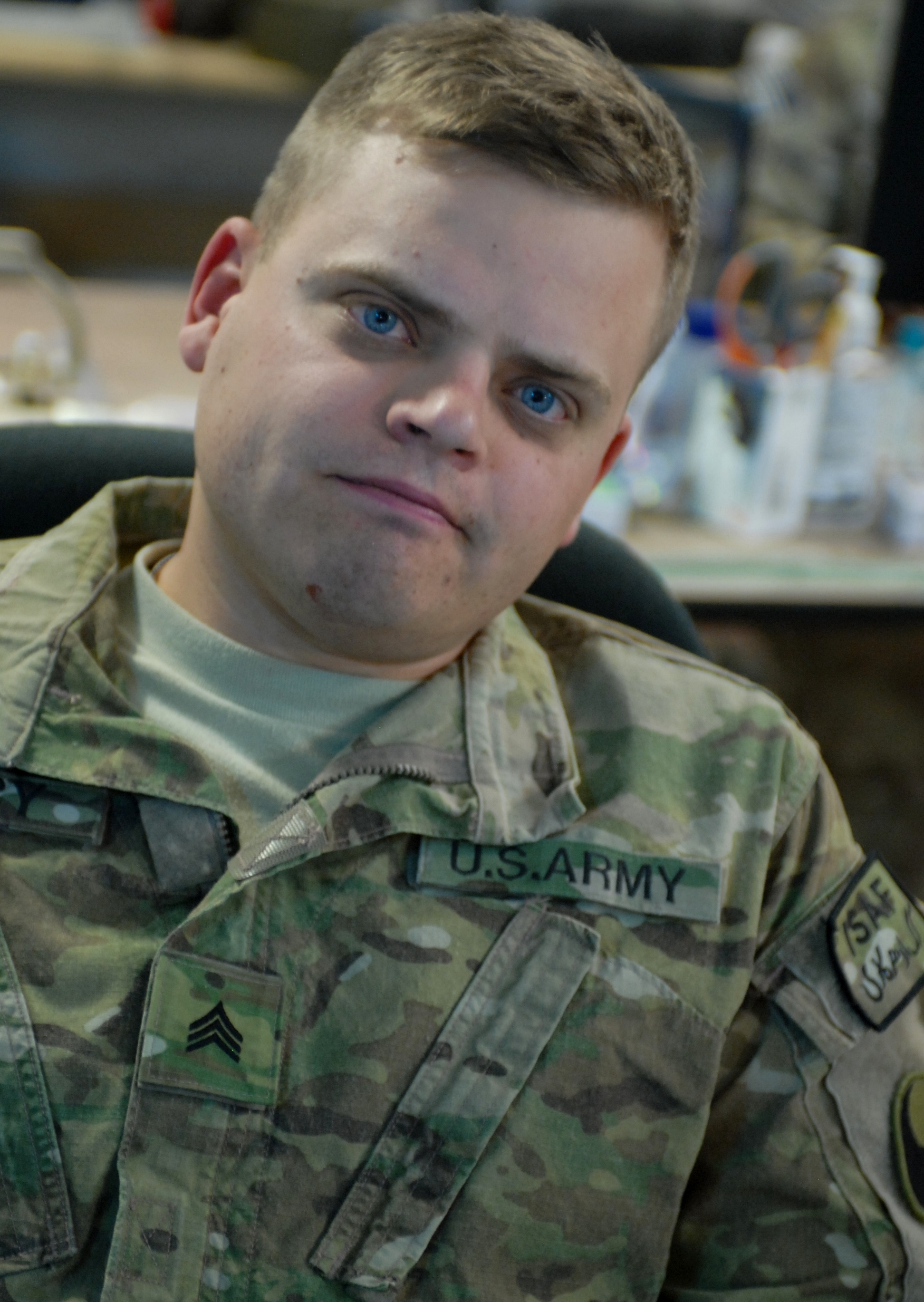
Sergent de la 29a Divisió d'Infanteria a l'Afganistan com a part de la Força Internacional d'Assistència a la Seguretat el 2011

Al final de la Guerra Freda, l'exèrcit nord-americà va experimentar noves retallades i reduccions de la despesa. La 29a Divisió d'Infanteria va ser retinguda, però la 2a Brigada va ser inactivada a favor dels actius de la inactivada  26a Divisió d'Infanteria, que va ser redesignada com la 26a Brigada, 29a Divisió d'Infanteria.:194
L'exercici d'entrenament de la Guàrdia Nacional més gran mai celebrat a Virgínia va tenir lloc el juliol de 1998, reunint unitats de la 29a Divisió d'Infanteria per a un gran exercici d'infanteria. L'exercici de maniobra de la divisió, anomenada Operació Chindit, va reunir unitats de la Guàrdia de Virgínia i Maryland, així com de Massachusetts, Nova Jersey, Connecticut i el Districte de Columbia. L'exercici va començar amb la inserció de tropes de la 1a i 3a Brigadas de la 29a Divisió d'Infanteria per helicòpters UH-60 Blackhawk en zones d'aterratge estratègic. Les forces membres de l'OTAN es van entrenar amb la 29a Divisió d'Infanteria durant tot l'exercici. Al desembre de 2008, la divisió també va enviar un grup de treball al Camp Asaka prop de Tòquio, Japó per fer exercicis amb la Força d'Autodefensa Terrestre japonesa anomenat Yama Sakura 55, un exercici bilateral que simulava una invasió del Japó.

### Actualitat
El març de 1994, durant una època de reduccions posteriors a la Guerra Freda en la mida de l'Exèrcit Regular, el 505è Regiment d'Infanteria Paracaigudista va rebre l'encàrrec de provar un nou concepte. La tasca del regiment era organitzar, entrenar, certificar i desplegar un grup de treball de la mida d'un batalló de diversos components format per la Guàrdia Nacional, la Reserva de l'Exèrcit i els Soldats de l'Exèrcit Regular per servir com a Batalló d'Infanteria de rotació de l'Exèrcit dels EUA per a la Força Multinacional i Observadors (MFO) a la península del Sinaí d'Egipte. Els soldats seleccionats per a la unitat es van presentar a Fort Bragg a Carolina del Nord el juliol de 1994 per començar el seu entrenament per a la missió.
El grup de treball va ser designat com el 4t Batalló, 505è Regiment d'Infanteria Paracaigudes, i portava el llinatge de la Companyia D, 505è Regiment d'Infanteria Paracaigudes, que havia servit durant la Segona Guerra Mundial i fins als anys 50. També conegut com a Task Force 4-505 o "El Batalló del Sinaí", es va activar formalment el 4 de novembre de 1994. El batalló estava format per un 88% de Guàrdies Nacionals i Reservistes de l'Exèrcit de 32 estats diferents, i un 12% de Soldats de l'Exèrcit Regular, la majoria de la 82a Divisió Aerotransportada a Fort Bragg. Els membres de les Guàrdies nacionals de l'exèrcit de Virgínia i Maryland de la 29a Divisió d'Infanteria (Lleugera) van proporcionar el contingent més gran per al batalló. Tots els soldats de la Guàrdia Nacional i de la Reserva de l'Exèrcit es van oferir voluntaris durant un any de servei actiu per tal de servir a la unitat. Després de completar sis mesos d'entrenament de manteniment de la pau a Fort Bragg, el 4t Batalló, 505è Regiment d'Infanteria Paracaigudes es va desplegar al Sinaí de gener a juny de 1995, després es va tornar a desplegar a Fort Bragg. El 15 de juliol de 1995, el 4t Batalló va ser inactivat a Fort Bragg i els seus soldats van tornar a les seves unitats matrius.
Centenars de soldats de la 29a Divisió d'Infanteria van completar nou dies d'entrenament el 16 de juny de 2001 a Fort Polk , Louisiana, per preparar la seva missió de manteniment de la pau a Bòsnia, com a quarter general de la segona divisió que es desplegarà com a part de la SFOR 10. En total, 2.085 soldats de la Guàrdia Nacional de 16 estats des de Massachusetts fins a Califòrnia van servir amb la força multinacional que operava al sector nord-americà, MND-N. La seva rotació va començar l'octubre de 2001 i va durar sis mesos.
La 29a Divisió d'Infanteria va completar un exercici de combat de dues setmanes a Fort Leavenworth, Kansas a finals de juliol de 2003. Gairebé 1.200 soldats de la divisió van participar en l'entrenament, que va ser supervisat pel Primer Exèrcit dels Estats Units. També van participar en la guerra de simulació uns 150 soldats de la  42a Divisió d'Infanteria de la Guàrdia Nacional de l'Exèrcit de Nova York. Els exercicis van cobrir una varietat d'operacions, que van des de contingències a gran escala fins a operacions aerotransportades i d'afers civils.
El març de 2004, el 3r Batalló 116 d'Infanteria de més de 500 soldats es va mobilitzar durant 579 dies en suport de l'operació Enduring Freedom a l'Afganistan. Després d'un entrenament de 4 mesos, el batalló es va desplegar a la base aèria de Bagram a l'Afganistan, on la unitat es va dividir en dos elements operatius. Un element estava estacionat a Bagram on eren els responsables de la seguretat a prop de la base i de la Força de Reacció Ràpida del teatre nord. Van executar patrulles d'anell de 5, 10 i 20 quilòmetres per augmentar la seguretat de la força i es van mantenir preparats per reaccionar en qualsevol moment per desplegar-se a qualsevol lloc de l'Afganistan per reaccionar davant les "tropes en contacte" que van sol·licitar suport. L'altre element es va traslladar al sud amb el comandant Bn per controlar i donar forma a les operacions a les províncies de Wardak i Ghazni. Va ser aquí on el 116 va tenir les seves primeres baixes per contacte enemic des de la Segona Guerra Mundial. El SGT Bobby Beasley i el SSG Craig Cherry van morir en un atac amb IED en una patrulla al sud de Ghazni, prop de Gilan. Durant els tres primers mesos, la unitat desplegaria gairebé tots els soldats al voltant de Bagram i a les províncies de Wardak i Ghazni durant les primeres eleccions afganeses en què va ser elegit el president Hamid Karzai. La unitat es tornaria a desplegar als Estats Units el juliol de 2005, molt condecorada pels seus esforços durant la seva missió després de centenars de patrulles i enfrontaments de combat reeixits.
El 2005, 350 veterans, polítics i soldats que representaven la divisió van anar a Normandia i París, per al 60è aniversari del desembarcament del dia D. La Guàrdia Nacional de l'Exèrcit va organitzar una gran cerimònia per al 60è aniversari, ja que molts dels veterans que van participar en la invasió tenien en aquell moment 80 anys, i el 60è aniversari es va veure com l'últim gran aniversari dels desembarcaments en què un gran nombre de veterans podien participar.
La divisió va sofrir una important reorganització el 2006. Es va afegir un batalló de tropes especials a l'estructura de comandament de la divisió i les seves tres brigades van ser redesignades. Es va organitzar al voltant de tres brigades; el  30è equip de combat pesat de la brigada de Carolina del Nord , el  116è equip de combat de la brigada d'infanteria de Virgínia i la brigada d'aviació de combat, la 29a divisió d'infanteria de Maryland.
El desembre de 2006, la divisió va prendre el comandament de la regió oriental de la força de manteniment de la pau de Kosovo, per proporcionar seguretat a la regió. Els soldats de la divisió formaven part d'un grup de treball multinacional de l'OTAN format per unitats d'Ucraïna, Grècia, Polònia, Romania, Armènia i Lituània sota el comandament del general de brigada de l'exèrcit nord-americà Douglas B. Earhart, que simultàniament va servir com a comandant general adjunt de la 29a. La divisió va tornar a Fort Belvoir el novembre de 2007.
Després d'un entrenament previ al desplegament de tres mesos al camp Shelby de Mississipí , l'116è Equip de Combat Brigada d'Infanteria es va desplegar a Kuwait i l'Iraq el setembre de 2007, com a part de l'operació Iraqi Freedom de la guerra de l'Iraq, tornant a casa el maig de 2008.
Aproximadament 72 soldats de la Guàrdia Nacional de Virgínia i Maryland amb la 29aè ID es van desplegar a l'Afganistan des del desembre de 2010 fins a l'octubre de 2011. Com a part de la 29a ID Security Partnering Team, els soldats van ser assignats a l'Equip Conjunt Internacional de Comandament i Seguretat d'Assistència de l'OTAN amb la missió d'ajudar amb el creixement i desenvolupament de les Forces de Seguretat Nacional afganesa on van servir com a assessors i mentors de líders afganesos d'alt nivell. Formaven part d'una coalició de l'OTAN de 49 nacions que aportaven tropes amb les quals el personal de l'Associació de Seguretat interactuava diàriament a tot l'Afganistan.
Van ser substituïts el novembre de 2011 per un nou equip de la 29a Divisió d'Infanteria. Un equip de 65 soldats de la 29a ID va servir a l'Afganistan com a equip d'associació de seguretat fins al juliol de 2012.
La 29aè ID va patir una baixa durant aquest desplegament. El major Robert Marchanti de la Guàrdia Nacional de l'Exèrcit de Maryland va ser mort el 25 de febrer de 2012.
El 2014, la 29aè ID va enviar dues vegades soldats al Joint Multinational Readiness Center a Hohenfels, Alemanya per ajudar en l'entrenament de soldats nord-americans i multinacionals que es preparaven per dirigir-se a Kosovo com a part de la missió de la Força de Kosovo. Els soldats de la 29a ID van actuar com a personal de la KFOR, servint com a experts en la matèria, fent complir les ordres, sistemes i procediments de la KFOR i treballant amb JMRC per ajudar les tropes desplegades a assolir els seus objectius d'entrenament.
Actualment, la 29aè ID serveix com a equip de resposta a tots els perills (DART) a les regions 1 a 5 de la FEMA (estats a l'est del Mississipí). En aquest paper, la 29aè ID està preparat per ajudar la Guàrdia Nacional de l'estat al servei dels governadors i els ciutadans durant una resposta a un incident. El DART proporciona suport de defensa de les capacitats de l'autoritat civil en resposta a un esdeveniment catastròfic. El DART duu a terme la recepció conjunta, l'escenificació, el moviment avançat i la integració de les forces OPCON entrants i estableix instal·lacions de suport a la base i/o bases operatives avançades per mantenir les operacions.
El 24 de juliol de 2015, el general de brigada Blake C. Ortner va prendre el comandament de la 29a Divisió d'Infanteria del major general Charles W. Whittington.
El 19 de desembre de 2016, la 29a Divisió d'Infanteria va assumir el comandament del quarter general de la divisió intermèdia de la Central de l'Exèrcit dels EUA, Task Force Spartan, al Camp Arifjan, Kuwait. Aquest desplegament inclou 450 soldats de la Guàrdia Nacional de l'Exèrcit de Virginia, Maryland i Carolina del Nord i és la primera vegada que la 29a Divisió d'Infanteria forma part del Tercer Exèrcit des de 1944, durant la Segona Guerra Mundial.

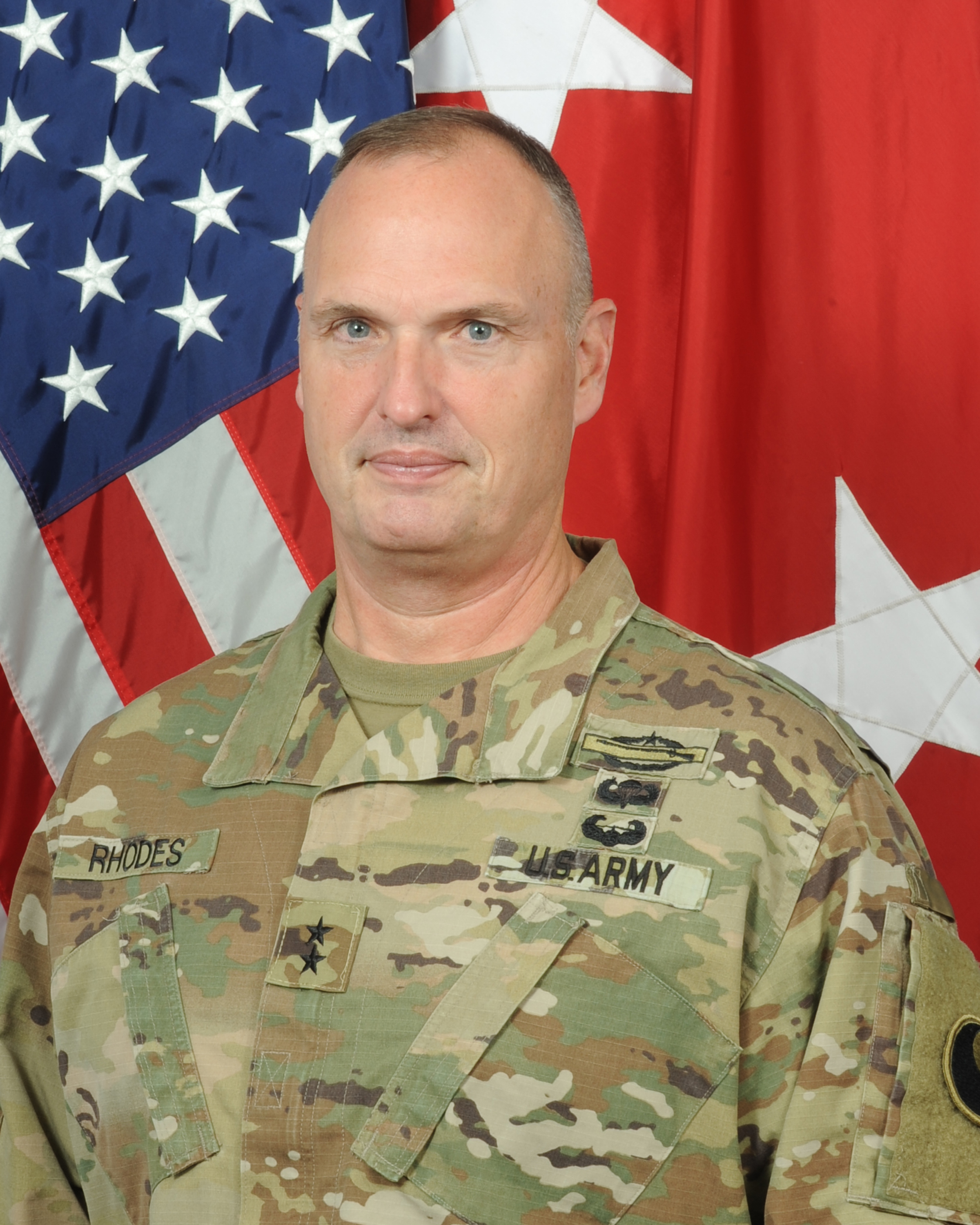
El MG John M. Rhodes.

Més de 80 membres dla 29aè es van desplegar a Jordània l'agost de 2016, on van assumir el comandament del centre d'operacions conjuntes de l'exèrcit per donar suport a l'operació Inherent Resolve. Els soldats dla 29a van dirigir compromisos i entrenament conjunt amb les Forces Armades de Jordània i països aliats abans de tornar el juliol de 2017.
El 5 de maig de 2018, Brig. general John M. Epperly va prendre el comandament de la 29a Divisió d'Infanteria del major general Blake C. Ortner. El 3 d'octubre de 2020, Epperly va ser succeït pel major general John M. Rhodes.

## Organització

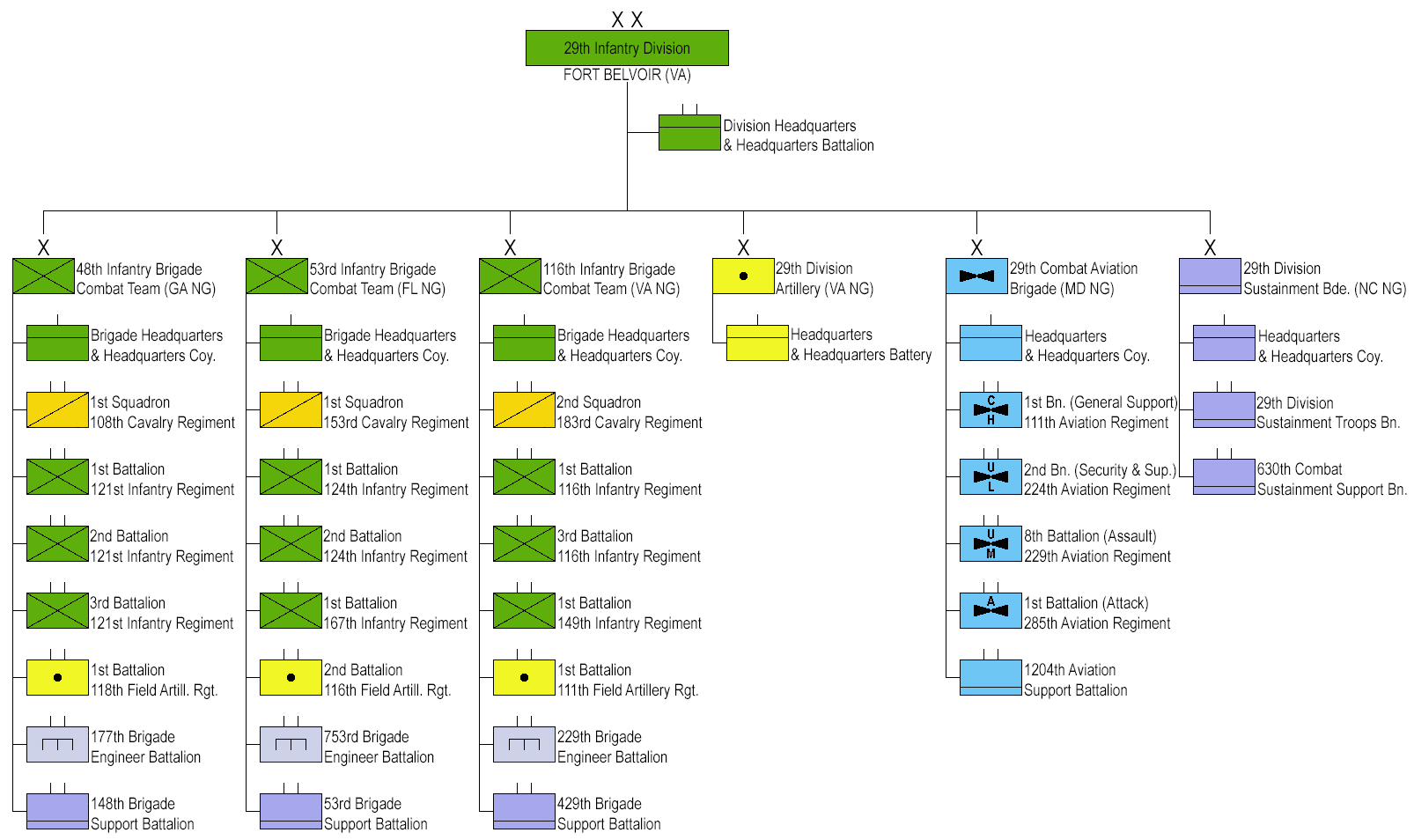
Estructura 29a Divisió d'Infanteria

La 29a Divisió d'Infanteria exerceix la supervisió d'entrenament i preparació de les unitats següents, que no són orgàniques: hi ha un batalló de quarter general de la divisió, un equip de combat de brigada blindada, dos equips de combat de brigada d'infanteria, una brigada d'aviació de combat, una brigada d'artilleria de camp. , una brigada de millora de maniobres i una brigada de suport de divisió.
- Quarter general de la 29a Divisió d'Infanteria i Batalló de Quarter General[10]
  - Quarter General i companyia de suport, Fort Belvoir, Virginia (VA NG)
  - Companyia A (Operacions), Fort Belvoir, Virginia (VA NG)
  - Companyia B (Intel·ligència i sosteniment), Annapolis, Maryland (MD NG)
  - Companyia C (Transmissions), Cheltenham, Maryland (MD NG)
  -  Banda de la 29a Divisió d'Infanteria (VA NG)
- Equip de Combat Pesat de Brigada (ABCT) (NC NG)[10]
  - Quarter general i Quarter general de companyia
  -  1r Esquadró, 150è Regiment de Cavalleria (WV NG)
  -  1r Batalló, 252n Regiment Cuirassat (NC NG)
  -  4t Batalló, 118è Regiment d'Infanteria (SC NG)
  -  1r Batalló, 120è Regiment d'Infanteria (NC NG)
  -  1r Batalló, 113è Regiment d'Artilleria de Camp (NC NG)
  - 236è Batalló d'Enginyers de la Brigada
  -  230è Batalló de Suport de Brigada (NC NG)
- 53è Equip de Combat de Brigada d'Infanteria (IBCT) (FL NG)
  - Quarter general i Quarter general de companyia
  -  1r Esquadró, 153è Regiment de Cavalleria (FL NG)
  -  1r Batalló, 124è Regiment d'Infanteria
  -  2n Batalló, 124è Regiment d'Infanteria
  -  1r Batalló, 167è Regiment d'Infanteria (AL NG)
  - 2n Batalló, 116è Regiment d'Artilleria de Camp
  - 753r Batalló d'Enginyers de Brigada
  - 53r Batalló de Suport de Brigada
- 116è IBCT (VA NG)[10]
  - Quarter general i Quarter general de companyia
  -  2n Esquadró, 183è Regiment de Cavalleria
  -  1r Batalló, 116è Regiment d'Infanteria
  -  3r Batalló, 116è Regiment d'Infanteria
  -  1r Batalló, 149è Regiment d'Infanteria (KY NG)
  -  1r Batalló, 111è Regiment d'Artilleria de Camp
  -  229è Batalló d'Enginyers de Brigada
  -  429è Batalló de Suport de Brigada
- 29a Artilleria de Divisió 
  - Quarter General i Quarter General de Bateria
- 29a Brigada d'Aviació de Combat (MD NG)[60]
  -  1r Batalló, 285è Regiment d'Aviació (AZ NG)
  -  2n Batalló, 224è Regiment d'Aviació (VA NG)
  -  8è Batalló, 229è Regiment d'Aviació (USAR)
  -  1r Batalló, 111è Regiment d'Aviació (FL NG)
  - 248è Batalló de Suport d'Aviació (IA NG)
  - 1297è Batalló de Suport de Manteniment de Combat
- 29a Brigada de Suport d'Infanteria Divisional[61]
  - Quarter general i Quarter general de companyia
  - 113è Batalló de Tropes Especials
  - 630è Batalló de Suport de Combat
- 142a Brigada d'Artilleria de Camp[62][63]
  -  Quarter General i Quarter General de Bateria (HHB) (Fayetteville, Arkansas)
  -  1r Batalló, 142è Regiment d'Artilleria de Camp (Bentonville, Arkansas)
  -  2n Batalló, 142è Regiment d'Artilleria de Camp (Barling, Arkansas)
  - 217è BSB (Booneville, Arkansas)
  -  Bateria F, 142è Regiment d'Artilleria de Camp (Fayetteville, Arkansas)
  - 142a Companyia de Transmissions (Fayetteville, Arkansas)
- 226a Brigada de Millora de Maniobres[61]

## Honors

### Condecoracions d'Unitat
| Cinta                                                             | Condecoració                                                         | Any  | Notes                              |
| ----------------------------------------------------------------- | -------------------------------------------------------------------- | ---- | ---------------------------------- |
| A red ribbon with four vertical dark green stripes in the center. | Creu de guerra 1939–1945 (França), Segona Guerra Mundial (amb Palma) | 1944 | Brodat "PLATGES DE NORMANDIA"      |
| Red ribbon                                                        | Elogi d'Unitat Meritòria                                             | 2017 | Brodat "SUD-OEST D'ÀSIA 2016–2017" |

### Corbates de campanya
| Conflicte                          | Corbata | Campanya                        | Any(s)  |
| ---------------------------------- | ------- | ------------------------------- | ------- |
| Primera Guerra Mundial             |         | Alsàcia                         | 1918    |
| Primera Guerra Mundial             |         | Ofensiva del Mosa-Argonne       | 1918    |
| Segona Guerra Mundial              |         | Normandia (amb punta de fletxa) | 1944    |
| Segona Guerra Mundial              |         | Nord de França                  | 1944    |
| Segona Guerra Mundial              |         | Renània                         | 1945    |
| Segona Guerra Mundial              |         | Europa central                  | 1945    |
| Guerra global contra el terrorisme |         | Inherent Resolve                | 2016–21 |

## Llegat
La 29a Divisió d'Infanteria ha aparegut nombroses vegades als mitjans de comunicació populars, especialment pel seu paper en el Dia D. Les accions de la divisió a la platja d'Omaha apareixen de manera destacada a la pel·lícula de 1962 The Longest Day, així com a la pel·lícula de 1998 Saving Private Ryan. Els soldats de la divisió apareixen en altres pel·lícules i televisió amb papers més petits, com a la pel·lícula Inglourious Basterds de 2009 i la pel·lícula War of the Worlds de 2005 .
La 29a Divisió d'Infanteria també apareix en nombrosos videojocs relacionats amb la Segona Guerra Mundial. L'avanç de la divisió per Normandia i Europa apareix als jocs Close Combat, Company of Heroes i Call of Duty 3, en què el jugador assumeix el paper de soldat de la divisió.
Una sèrie de soldats que serveixen a la 29a Divisió d'Infanteria han arribat a aconseguir notables per diferents motius. Entre ells hi ha el soldat molt condecorat Joseph A. Farinholt, el futbolista James Ford, el jutge federal dels Estats Units Alfred D. Barksdale, i l'historiador Lawrence C. Wroth, els generals Milton Reckord, Norman Cota, Charles D. W. Canham, i Donald Wilson. El Major Thomas D. Howie, que va comandar el 3r Batalló, 116è Infanteria durant la batalla de St. Lo, es va immortalitzar com "El Major de St. Lo" pels honors que se li van fer després de morir en acció.
Els soldats nord-americans que van rebre la Medalla d'Honor durant el servei amb la 29a Divisió d'Infanteria inclouen Henry Costin, Earle Davis Gregory, i Patrick Regan de la Primera Guerra Mundial i Frank D. Peregory i Sherwood H. Hallman de la Segona Guerra Mundial.